# Merivale Bridge

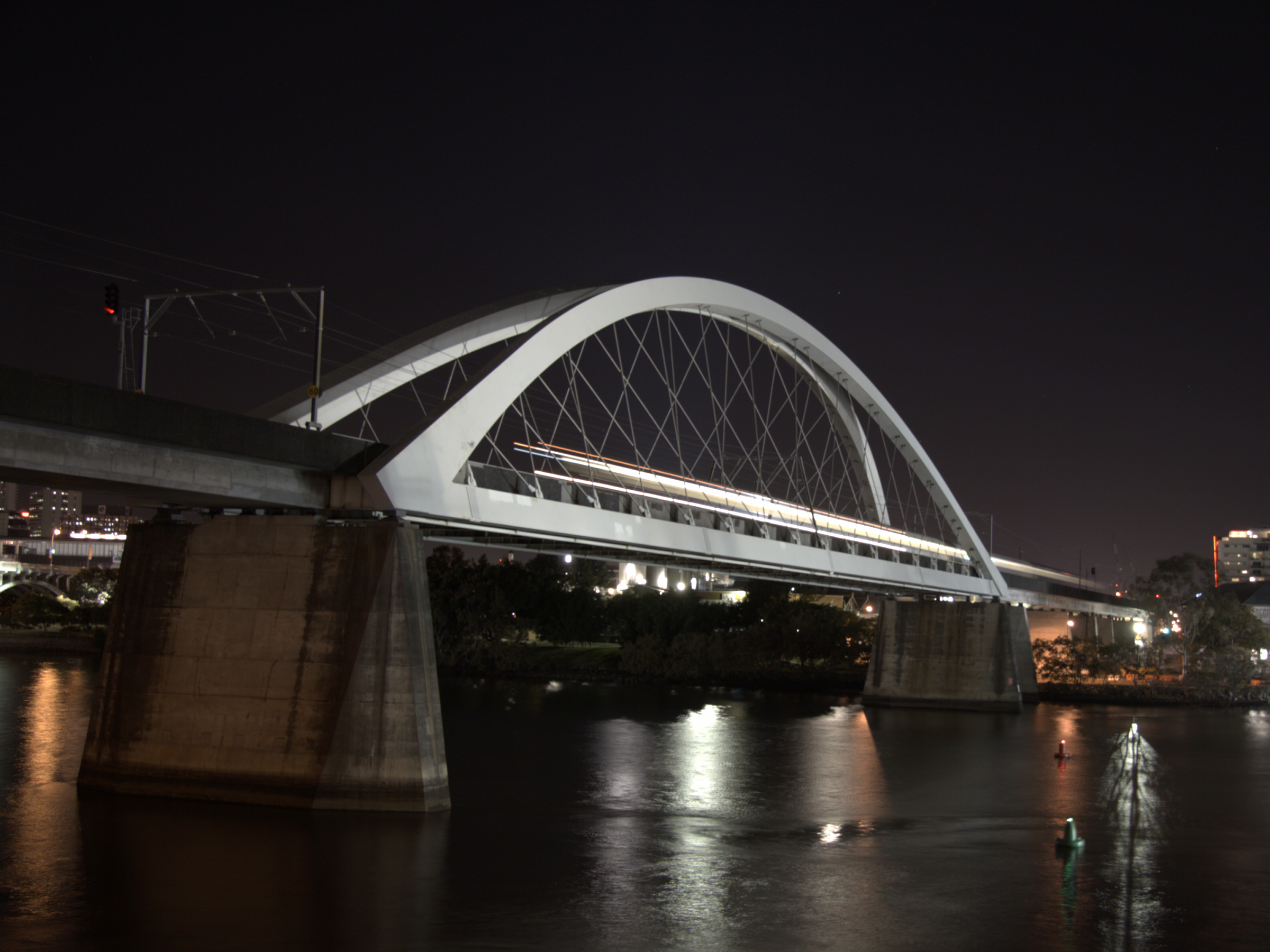

Le Merivale Bridge (Pont Merivale) est un pont ferroviaire qui traverse la rivière Brisbane à Brisbane, Australie. Sa travée principale de 132 m est suspendue à une arche d'acier.
Les câbles sont d'une configuration inhabituelle, pour maximiser la rigidité de la portée sous les charges ferroviaires.

## Détails techniques
Le projet est long de 1,2 km, dont 877 m pour le pont, 130 m pour un tunnel de style "coupé et couverture", le reste étant une digue.

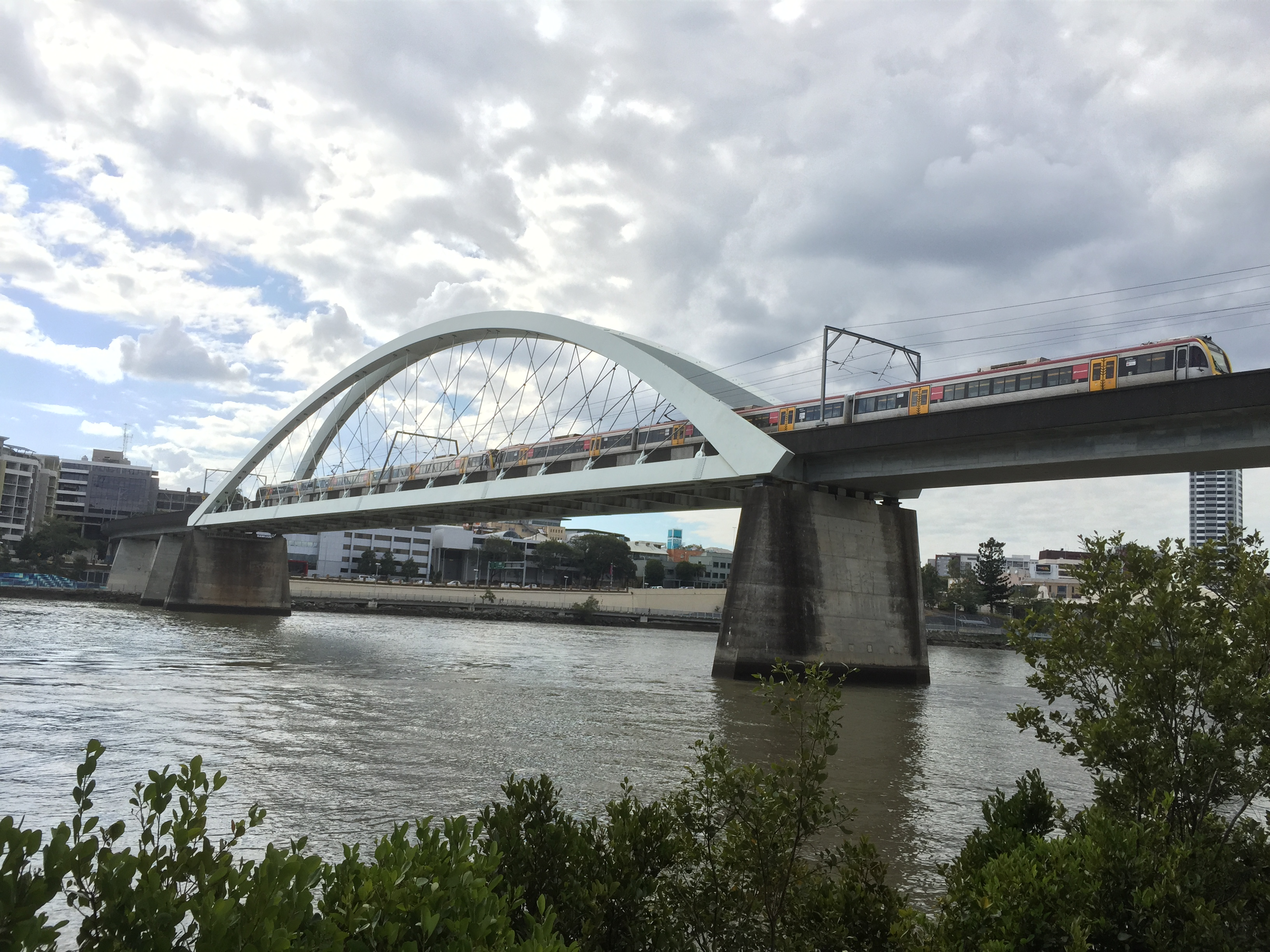
Le pont avec un train.